# مرد عقرب

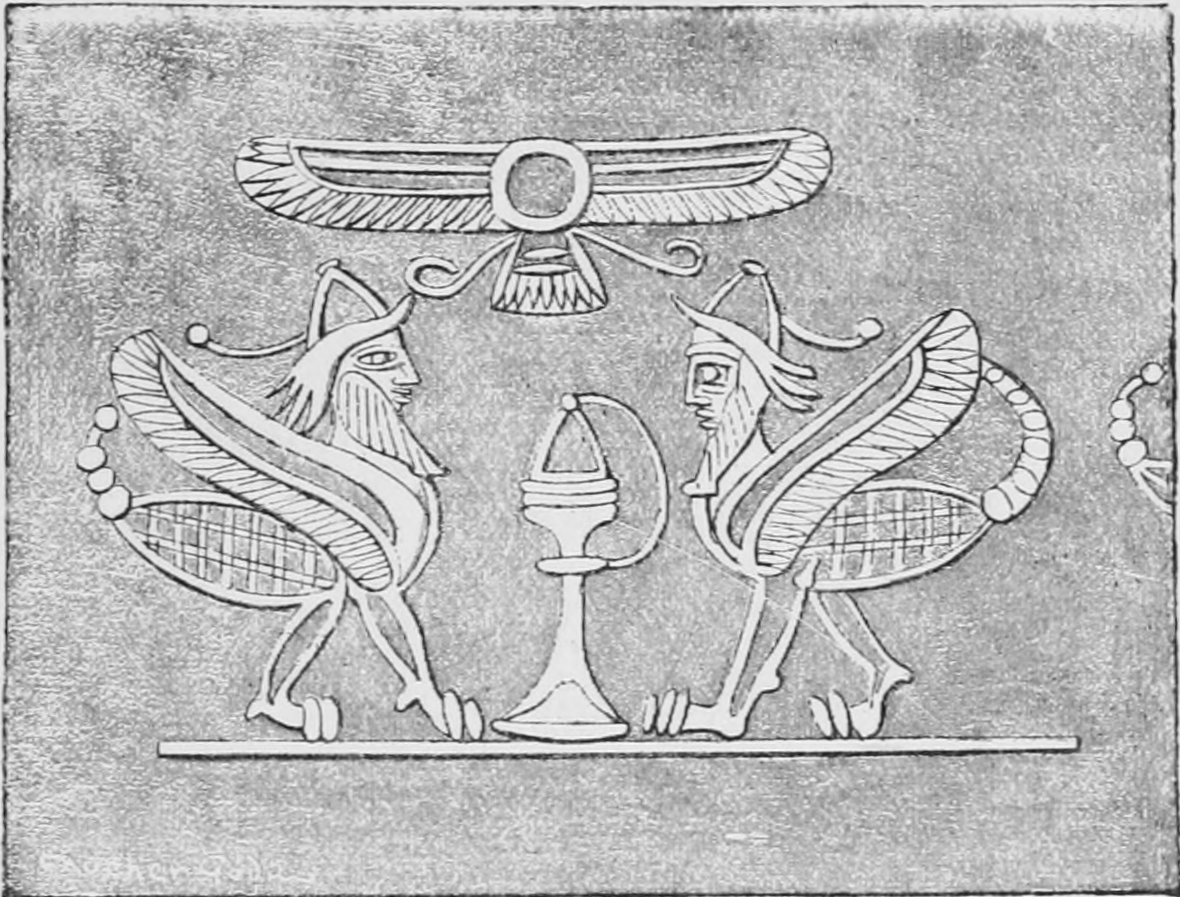
نقش‌برجسته آشوری که مردان عقرب را به تصویر می کشد.

مردان عقرب (اکدی: 𒄈𒋰𒇽𒍇𒇻، آوانگاری: girtablullû   یا آکراباملو) در چندین اسطوره زبان اکدی از جمله انوما الیش و نسخه بابلی حماسه گیلگمش به نمایش درآمده‌است. مردان عقرب دارای سر، تنه و بازوهای مرد و بدن عقرب هستند.

## اسطوره شناسی
آنها ابتدا توسط تیامات خلق شدند تا با خدایان جوانتر برای قتل همسرش آپسو جنگ کنند. در حماسه گیلگمش آنها بیرون دروازه های خدای خورشید شماش در کوه های ماشو نگهبانی می‌دهند. اینها به ایرکالا، سرزمین تاریکی، ورود می‌کنند. مردان عقرب در حالی که شماش هر روز به بیرون سفر می‌کند درها را به روی او باز می‌کنند و هنگامی که شبانه به دنیای زیرین باز می‌گردد درها را به دنبال او می‌بندند. آنها همچنین به مسافران در مورد خطری که فراتر از پست آنها است هشدار می‌دهند. سرهایشان آسمان را لمس می‌کند، «هورش حیرت انگیز است» و «نگاهشان مرگ است». این ملاقات گیلگمش، در راه اوتناپیشتیم، با قوم عقرب که از ورودی تونل محافظت می‌کند، در Iškār Gilgāmeš ، لوح IX، سطرهای ۴۷-۸۱ شرح داده شده است.